# Sárgaarcú gébicsvireó
A sárgaarcú gébicsvireó (Vireolanius eximius) a madarak osztályának verébalakúak (Passeriformes) rendjébe és a lombgébicsfélék (Vireonidae) családjába tartozó faj.
Magyar neve, forrással nincs megerősítve.

## Rendszerezése
A fajt Spencer Fullerton Baird amerikai természettudós írta le 1866-ban.

## Alfajai
- Vireolanius eximius eximius S. F. Baird, 1866
- Vireolanius eximius mutabilis Nelson, 1912[2]

## Előfordulása
Panamában és Dél-Amerika északnyugati részén, Kolumbia és Venezuela területén honos. Természetes élőhelyei a szubtrópusi vagy trópusi síkvidéki és hegyi esőerdők. Állandó, nem vonuló faj.

## Megjelenése
Testhossza 14 centiméter.

## Természetvédelmi helyzete
Az elterjedési területe nagy, egyedszáma ismeretlen. A Természetvédelmi Világszövetség Vörös listáján nem fenyegetett fajként szerepel.